# Fizjologia
Fizjologia (łac. physiologia, gr. φυσιολογία, od φύσις „natura”, λόγος „nauka”) – nauka o mechanizmach rządzących przebiegiem czynności życiowych organizmów.
Można ją podzielić w zależności od badanego poziomu organizacji żywej materii na:
- cytofizjologię
- histofizjologię
- działy badające funkcjonowanie narządów i ich układów np.: neurofizjologia
- działy badające funkcjonowanie całego organizmu.

W zależności od opisywanego taksonu można wyróżnić takie działy jak:
- fizjologia roślin
- fizjologia grzybów
- fizjologia zwierząt
- fizjologia człowieka

Ze względu na opisywany proces życiowy można wyróżnić np.: fizjologię mowy. Działem fizjologii jest również patofizjologia oraz endokrynologia.
Jednym z podstawowych pojęć fizjologii jest homeostaza utrzymywana dzięki mechanizmowi sprzężenia zwrotnego. Fizjologia w swych badaniach opiera się na pracach z innych nauk przyrodniczych takich jak: cytologia, anatomia, biofizyka, biochemia. Z jej osiągnięć korzystają: medycyna, weterynaria oraz rolnictwo.
Fizjologami nazywani byli czasem najwcześniejsi filozofowie greccy okresu przedsokratejskiego.